# Турчанис, Владимир Александрович
Владимир Александрович Турчанис (21 апреля 1931, Воронеж — 27 августа 2010, Пермь) — советский оперный певец (бас), народный артист РСФСР.

## Биография
Владимир Александрович Турчанис родился 21 апреля 1931 года в Воронеже. Участвовал в художественной самодеятельности. В 1954 году окончил Томское музыкальное училище (класс А. М. Тихомировой). В 1959 году окончил Уральскую государственную консерваторию в Свердловске (класс проф. А. В. Новикова).
Один сезон, по окончании консерватории, работал в Горьковском театре оперы и балета.
В 1960—1992 годах выступал в Пермском театре оперы и балета им. П. И. Чайковского. С перерывами: в 1963—1965 годах был солистом Свердловского театра оперы и балета, а в 1968—1969 годах выступал в театрах Душанбе и Челябинска.
Был главным исполнителем всех ведущих партий басового репертуара. Имел редкий по красоте и богатству тембра голос, проникновенную, мягкую, благородную манеру пения, сценическое поведение отличалось продуманностью, точностью, рельефностью. Стремился к созданию крупных, значимых образов. Несомненными в артисте были масштаб личности, требовательная любовь к музыке и театру, редкая искренность.
Умер 27 августа 2010 года в Перми на 80-м году жизни. Похоронен на Северном кладбище в Перми.

### Семья
- Брат — оперный певец Михаил Александрович Турчанис (1940—2012), заслуженный артист Бурятской АССР.

## Награды и премии
- Заслуженный артист РСФСР (8.01.1975).
- Народный артист РСФСР (17.08.1981).

## Партии в операх и опереттах
- «Борис Годунов» М. П. Мусоргского — Борис Годунов
- «Хованщина» М. П. Мусоргского — Досифей
- «Князь Игорь» А. П. Бородина — Галицкий и Кончак
- «Евгений Онегин» П. И. Чайковского — Гремин
- «Опричник» П. И. Чайковского — Жемчужный
- «Орлеанская дева» П. И. Чайковского — Кардинал
- «Мазепа» П. И. Чайковского — Кочубей
- «Иоланта» П. И. Чайковского — Рене
- «Севильский цирюльник» Дж. Россини — Дон Базилио
- «Псковитянка» Н. А. Римского-Корсакова — Иван Грозный
- «Моцарт и Сальери» Н. А. Римского-Корсакова — Сальери
- «Царская невеста» Н. А. Римского-Корсакова — Собакин
- «Иван Сусанин» М. И. Глинки — Иван Сусанин
- «Лоэнгрин» Р. Вагнера — Король Генрих
- «Черт и Кача» А. Дворжака — Люцифер
- «Русалка» А. С. Даргомыжского — Мельник
- «Фауст» Ш. Гуно — Мефистофель
- «Аида» Дж. Верди — Рамфис
- «Дон Карлос» Дж. Верди — Филипп
- «Война и мир» С. С. Прокофьева — Кутузов
- «Семён Котко» С. С. Прокофьева — Ременюк
- «Не только любовь» Р. К. Щедрина — Кондурушкин
- «Овод» А. Э. Спадавеккиа — Монтанелли
- «Юкки» - «Праздник фонарей» А. Э. Спадавеккиа — Смит
- «Хождение по мукам» - «Огненные годы» А. Э. Спадавеккиа — Чугай
- «Виринея» С. М. Слонимского — Савелий Магара
- «В бурю» Т. Н. Хренникова — Сторожев
- «Семья Тараса» Д. Б. Кабалевского — Тарас